# Shlomo Dov Goitein
Shlomo (o Shelomo) Dov Goitein (Burgkunstadt, 3 aprile 1900 – Princeton, 6 febbraio 1985) è stato un orientalista tedesco.

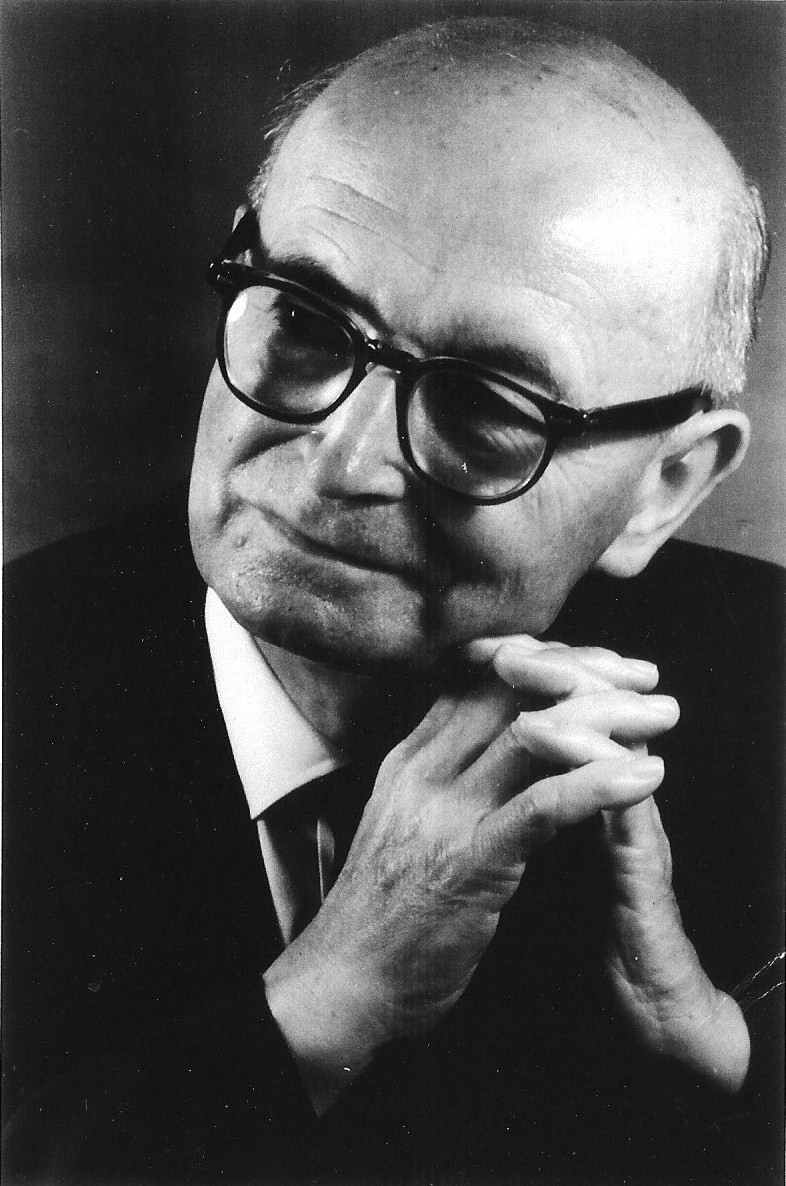
Goitein, ca 1978.

Shlomo Dov Goitein, il cui nome originale era Fritz, è stato un arabista, storico ed etnografo tedesco, di cultura ebraica, famoso per la sua ricostruzione della vita degli ebrei nel cosiddetto "Medioevo" islamico, basata sull'analisi di migliaia di documenti rinvenuti nella geniza dei Palestinesi del Cairo, editi nella sua monumentale opera in 5 volumi dal titolo A Mediterranean Society.

## Biografia
Goitein nacque nel villaggio di Burgkunstadt, nel sud della Germania. Suo padre, il dottor Eduard Goitein, era nato in Ungheria e discendeva da una lunga linea di rabbini. Il nome Goitein deriva probabilmente da Kojetín, attestato in Moravia, la zona d'origine della famiglia.

Ricevette un'educazione secolare e religiosa, basata su un approfondito studio della tradizione talmudica. Nel 1914 il padre morì e la famiglia si trasferì a Francoforte sul Meno, dove egli completò gli studi superiori e l'università. Nel quinquennio 1918-1923 studiò Lingua araba e Islamistica nella Johann Wolfgang Goethe-Universität di Francoforte sul Meno, mentre proseguiva negli studi talmudici con un docente privato. Nel 1923 raggiunse via mare la Palestina insieme a Gershom Scholem. Visse per quattro anni ad Haifa fin quando ricevette l'invito a tenere conferenze all'Università Ebraica di Gerusalemme, che era stata inaugurata due anni prima. Visse a Gerusalemme per 31 anni, fino al 1958. A Gerusalemme sposò Theresa Gottlieb (1900-1987), un'insegnante di euritmica che componeva musica e suonava il pianoforte per i bambini. Ebbero tre figli: Ayala, Ofra ed Elon.
Quando il cinquantasettenne Goitein decise di dedicarsi a tempo pieno allo studio dei numerosissimi documenti della Genizah dei Palestinesi di Fustat (inclusa nella Sinagoga di ʿEzra), era ormai una figura ben conosciuta. Preoccupandosi delle inevitabili distrazioni che avrebbero potuto intralciare il suo lavoro a Gerusalemme e, intenzionato a ricevere congrui finanziamenti per le sue ricerche, che difficilmente avrebbe potuto trovare in Israele, decise di trasferirsi nel 1957 negli USA, dapprima a Filadelfia e poi nell'Institute for Advanced Study di Princeton.
Qui lavorò per circa un ventennio, contribuendo in maniera straordinaria a una più compiuta conoscenza dell'opera economica e delle attività sociali e culturali delle comunità nordafricane ed egiziane - quella ebraica innanzi tutto, ma indirettamente anche quella musulmana e cristiana - che lasciarono traccia della loro solerte opera nell'Egitto fatimide. Per far ciò Goitein tenne nel debito e rispettoso conto i preziosi studi, tra gli altri, di Jacob Burckhardt, Fernand Braudel, Roberto Sabatino Lopez e Claude Cahen, venendo coadiuvato da un gruppo di validi studiosi, da lui ispirati e coordinati, primo fra tutti Jacob Lassner.
Morì nel medesimo giorno in cui aveva inviato all'editore il suo ultimo libro: il 6 febbraio 1985.

## Vita professionale
1918-1923 Studente nelle università di Francoforte e di Berlino. Studia "Storia islamica", col prof. Josef Horovitz La sua tesi di dottorato (Ph.D.) aveva come titolo "Sulla preghiera nell'Islam". Prosegue altresì gli studi di Ebraistica e diventa leader del Movimento Giovanile Sionista.
1923-1927 Immigra in Palestina all'età di 23 anni e insegna Studi linguistici ebraici e biblici nella Hebrew Reali School di Haifa.
1927 Scrive e pubblica un lavoro, intitolato Pulcellina, su un libello antiebraico relativo a un fatto di sangue avvenuto nel 1171 a Blois, conclusosi col rogo di una certa Pulcellina.
1928-1958 Professore di Storia Islamica e di Islamistica presso l'Università Ebraica di Gerusalemme. Fondatore della School of Asian and African studies e della Israel Oriental Society.
1928-1985 Studia lingua, cultura e storia degli ebrei dello Yemen. Nel 1949 effettua ricerche ad Aden, indagando sulla concentrazione colà di ebrei provenienti da ogni parte dello Yemen prima di trasferirsi in Israele.
1938-1948 Viene nominato Senior Education Officer nella Palestina sotto Mandato britannico, responsabile delle scuole per ebrei e arabi. Pubblica lavori assai apprezzati sulla metodologia d'insegnamento della Bibbia e dell'Ebraico.
1948-1985 Affronta il capolavoro di tutta la sua vita, relativo ai 200.000 documenti circa della Geniza del Cairo, scoperti nel 1864 da Jacob Saphir e inizialmente studiati da Solomon Schechter.

Una geniza è un'area delimitata all'interno di una sinagoga o di un cimitero, contenente tutto il materiale cartaceo in cui compare a qualsiasi titolo il nome di Dio (ogni dichiarazione fatta da israeliti era preceduta - esattamente come fanno anche i musulmani - dall'invocazione "In nome di Dio"). Il materiale - che deve essere distrutto dal clero ebraico, seguendo una procedura liturgica ben precisa, per evitare qualsiasi contaminazione fisica del materiale recante il nome divino, era peraltro usato fino alle sue estreme possibilità fisiche a causa dell'elevato valore di una materia ad alto contenuto tecnologico qual era all'epoca la carta. Quindi i lacerti conservati nella Geniza (nel caso specifico quella riservata agli ebrei palestinesi che vivevano al Cairo, la cosiddetta Sinagoga Ben Ezra) durante il periodo tulunide, ikhshidide, fatimide e ayyubide (IX-XIII secolo), costituiscono un insostituibile archivio di dati, su cui però l'indagine dello studioso deve muoversi con grande competenza e cautela, vista la frammentarietà delle informazioni, specialmente utili a tracciare il quadro pacifico delle relazioni commerciali fra ebrei, musulmani e cristiani in quell'epoca, di cui tra l'altro s'avvantaggeranno non a caso le città dell'Italia meridionale, Amalfi, Capua, Gaeta e Napoli innanzi tutto. Altrettanto fondamentali appaiono le notizie sui traffici da e per l'India e lo Yemen, con elementi di vita quotidiana sui quali troppo spesso gli storici ufficiali sono costretti al silenzio per carenza di documenti affidabili.

Il materiale della Geniza del Cairo non vergato in lingua ebraica è scritto in arabo, tracciato però con caratteri ebraici (la cosiddetta lingua "giudeo-araba") e in lingua aramaica.

## Opere
- A Mediterranean Society: The Jewish Communities of the Arab World as Portrayed in the Documents of the Cairo Geniza, Vol. I: Economic Foundations, University of California Press (1º settembre 2000), ISBN 0-520-22158-3
- A Mediterranean Society: The Jewish Communities of the Arab World as Portrayed in the Documents of the Cairo Geniza, Vol. II: The Community, 1967
- A Mediterranean Society: The Jewish Communities of the Arab World as Portrayed in the Documents of the Cairo Geniza, Vol. III: The Family, ISBN 0-520-22160-5
- A Mediterranean Society: The Jewish Communities of the Arab World as Portrayed in the Documents of the Cairo Geniza, Vol. IV: Daily Life, ISBN 0-520-22161-3
- A Mediterranean Society: The Jewish Communities of the Arab World as Portrayed in the Documents of the Cairo Geniza, Vol. V: The Individual, ISBN 0-520-22162-1
- A Mediterranean Society: The Jewish Communities of the Arab World as Portrayed in the Documents of the Cairo Geniza, Vol. VI: Cumulative Indices, ISBN 0-520-22164-8
- The Land of Sheba: Tales of the Jews of Yemen, 1947
- Religion in a Religious Age, giugno 1996
- Jews and Arabs: Their Contact Through the Ages, 1955
- Letters of Medieval Jewish Traders
- Jews and Arabs: A Concise History of Their Social and Cultural Relations